# Дус-Холь
Безстічне солене озеро Дус-Холь (тув.: Дус-Холь) розташовано в Ерзинському кожууні Республіки Тива, Росія, у центральній частині Тувинської котловини на відстані 42 км на південь від столиці Тиви міста Кизил.

## Мінеральний склад води
Озеро має хлоридно-сульфатний натрієво-магнієвий склад зі ступенем мінералізації 167 г/л. Шар рапи та донна грязь з температурою + 40…42°С (на поверхні +15…20°С) використовується для лікування захворювань суглобів, органів травлення, периферійної та центральної нервової системи, шкірні та гінекологічні захворювання. На березі є база відпочинку. 
Концентрація солі в озері така висока, що людина може спокійно лежати на воді.

## Галерея

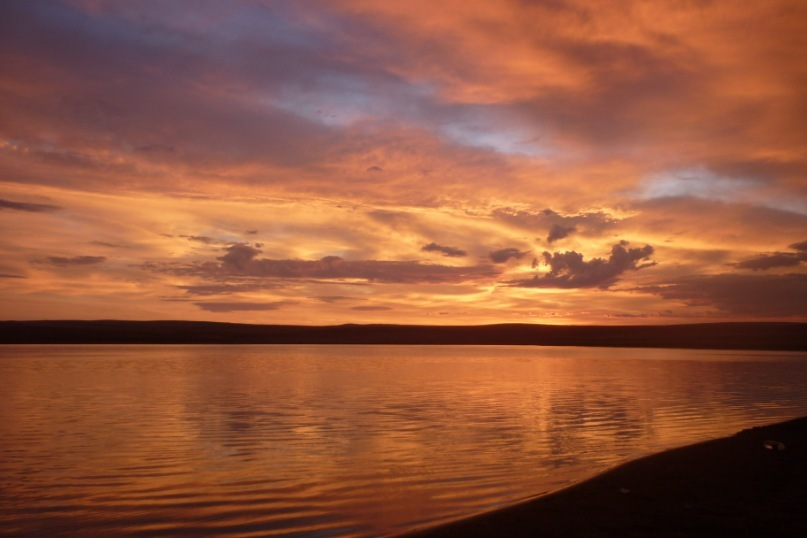